# 이유은
이유은(1985년 9월 2일 ~ )은 대한민국의 레이싱 모델이다. 소속팀은 킥스파오 레이싱이다.

## 경력

### 레이싱모델 경력
- 2007년 - 서울모터쇼 모델
- 2008년 - 한국타이어 전속 레이싱모델
- 2009년 - 서울모터쇼 아우디 모델
- 2009년 - 서울오토살롱 사이버오토 모델
- 2009년 - 스쿠터 레이스 대림모터스 레이싱모델

## 수상
- 2008년 - CJ 슈퍼레이스 퀸 선발대회 슈퍼레이스상